# Villa de Tourville
La villa de Tourville, sur le territoire de la commune de Saignon (Vaucluse), est un site archéologique fouillé d'abord par Dominique Carru, directeur du service archéologique départemental de Vaucluse, puis par André Kauffmann, conservateur des musées d'Apt. Leurs équipes ont dégagé les ruines d’une villa rustica gallo-romaine essentiellement consacrée à la production d’huile et de vin puis ont montré qu'elle était au centre d'un réseau de fermes et d'habitations, reliées entre elles et à Apta Julia par des voies de communication.

## Situation
Le site de Tourville se situe à proximité du Calavon, près de la via Domitia, à environ 3 kilomètres d’Apt. Installée sur le flanc sud de la colline des Tapets, qui était dénommée podium Martis dans l'Antiquité.

## Fouilles de Dominique Carru
La villa gallo-romaine a succédé à une ferme gauloise plus ancienne, remontant au VIe / Ve siècle avant notre ère. Elle couvrait une superficie de 2 500 à 3 000 m2 et les premières fouilles ont dégagé un vaste hangar (23,5 x 8 mètres). Celui-ci avait servi à la production d’huile d’olive et de vin.

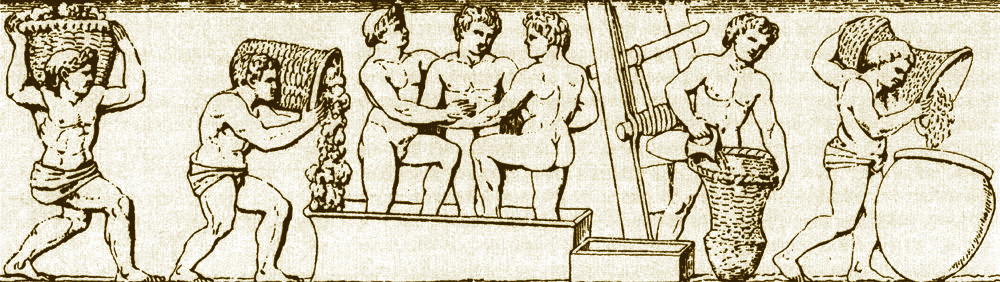
Foulage et pressurage, bas-relief antique en marbre.

La vinification était assurée par deux fouloirs de grandes dimensions (3,30 x 2,10 et 5 x 2,10). Les bondes qui permettaient l'écoulement vers les cuves de fermentation ont été retrouvées intactes.

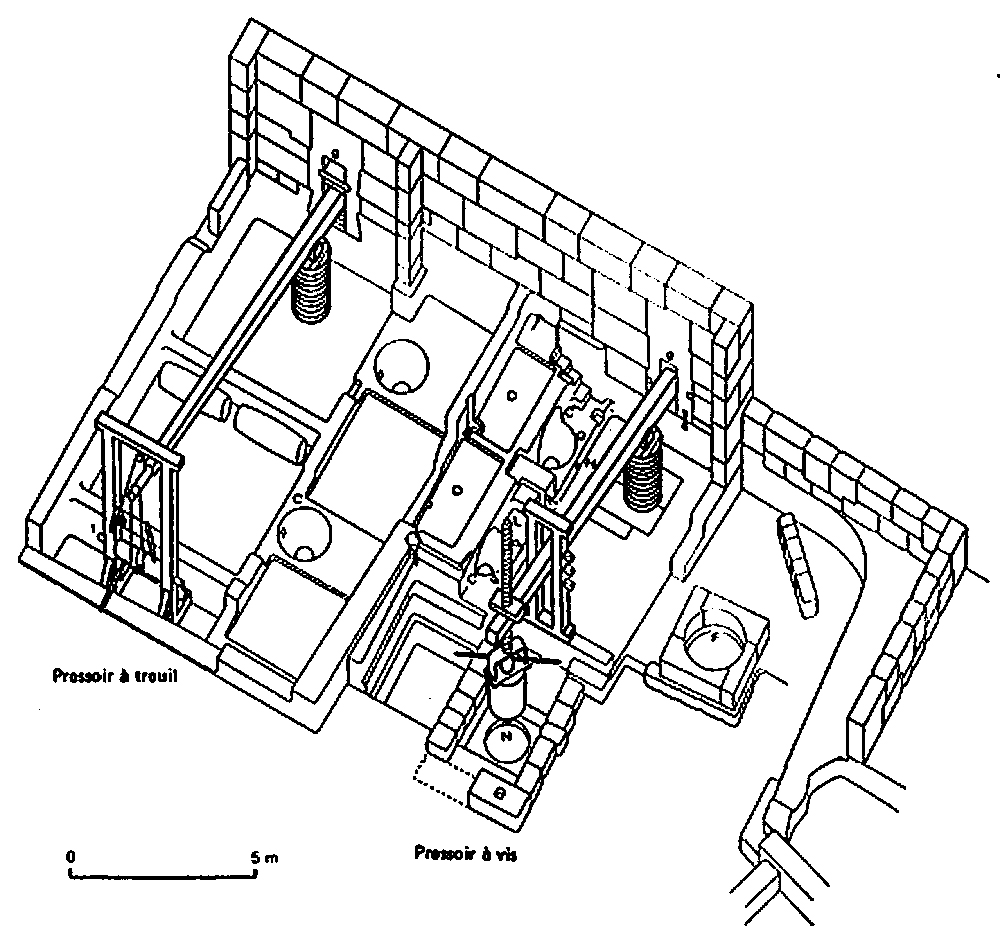
Moulin à huile antique.

Une oliveraie, qui servait aussi de support aux vignes arbustives, fournissait des olives qui étaient triturées puis pressées sur place dans un moulin dont les parties fixes ont été retrouvées sur place, ce qui a permis de situer avec précision le pressoir.
Jouxtant les fouloirs à vendanges et le moulin à huile ont été mises au jour une cinquantaine de dolia, enfoncées dans le sol en double rangée. Elles pouvaient stocker entre 640 à 800 hectolitres.
La villa rustica de Tourville a été occupée de la fin du Ier siècle av. J.-C. jusqu’au IIIe siècle. Elle fut détruite par une horde barbare vers l’an 275 de notre ère, date donnée par les dernières monnaies retrouvées qui étaient frappées aux effigies de l'empereur Gallien et de son épouse Salonine.

## Fouilles d'André Kauffmann
Les premières fouilles du site faites à partir de 1998 ont permis de mettre en évidence l'importance de cette villa viticole et oléicole. Depuis les années 1999/2000, dans le cadre d'une nouvelle campagne de fouille, des travaux de restauration ont été entrepris à l’initiative de la ville d’Apt, propriétaire du terrain.
Ces fouilles ont été menées sous la direction de Nelly Duverger, Robert Gaday, François Guyonnet et d'André Kauffmann. Au cours de celles-ci, les travaux de restauration du site ont été entrepris en remontant partiellement les murs déjà dégagés lors des campagnes précédentes. Une spécialiste a pu consolider une partie des dolia du chai viticole, tandis qu'était remis en état de fonctionnement le moulin à huile.
Les fouilles entreprises à l'intérieur du chai ont permis aux archéologues de préciser les différentes étapes de l'évolution de ce bâtiment viticole. Le premier chai romain a été édifié au début du Ier siècle av. J.-C., de nouveaux aménagements ont été poursuivis au cours de la seconde moitié du même siècle. Il est à souligner que l'édification de ce chai viticole est quasi contemporaine de la fondation d'Apta Julia. La superficie du chai (23 × 6,50 m) fut augmentée aux périodes suivantes durant lesquelles il va être construit en moellons grossièrement équarris liés à la terre. Dans les fondations de ce nouveau bâtiment, les archéologues ont exhumé une table de pressoir (maie) qui avait servi à élaborer du vin à l'époque gauloise. Cette maie était semblable à celles qui ont été dégagées à Entremont et datées du IIe siècle avant notre ère.
|                              |  |  |
| Kylis et péliké massaliotes. |  |  |

Cette découverte est une des preuves indéniables que les celto-ligures (les Vulgientes du nord Luberon) vinifiaient bien avant la colonisation romaine. Peu après sa fondation, Marseille, dont la chora (terres agricoles) était fort réduite, dut chercher des approvisionnements auprès des tribus voisines. Guy Barruol a montré que les Massaliotes recherchaient les simples et les herbes aromatiques des contreforts alpins qu'ils troquaient contre du vin.
Ces relations commerciales furent d'importance comme l'attestent le nombre d'amphores massaliotes, de kylis et de pélikès retrouvés lors des fouilles sur le territoire des Vulgientes. Cette tribu, grâce à l'influence des Phocéens de Marseille, se mit dès lors à tailler ses vignes et ses oliviers.
| Inscription celto-grecque de Saignon                       |
| ---------------------------------------------------------- |
| ...]ΔΒΟ[...]ΤΟΟ[...] ΟΥΕΙΜΑΤΙΚΑΝ [...] ΛΙΟΥΕΙΚΑΡΝΙΤΟΥ [... |

Ces contacts étroits avec les Grecs de Massalia sont confirmés par une inscription celto-grecque qui a été découverte en 1867 dans les jardins du presbytère de Saignon. Ce cippe est actuellement déposé dans l'église paroissiale Notre-Dame de Pitié. On y lit notamment  […] ouei matican[…]liouei carnitou […] qui a été traduit partiellement par « a érigé le matica ». Quant à carnitou, ce vocable se retrouve sur la pierre bilingue de Todi et sur la stèle de San Bernadino de Briona.
Vers le milieu du IIe siècle, sans doute sous le règne d'Antonin le Pieux, un nouvel agrandissement du chai fut réalisé dans sa partie méridionale, qui fit passer sa largeur de 6,50 mètres à 8 mètres, et sa superficie à 184 mètres carrés. Il était cette fois pavé de moellons liés au mortier de chaux. Il est à noter que le nouveau mur sud-est fut équipé de trois piliers de renfort, « espacés régulièrement, qui supportaient probablement les fermes de la charpente. Ce mur fut donc conçu de telle manière qu'entre les piliers pouvaient être aménagés de très larges ouvertures permettant une circulation d'air sous la toiture. ».
Au cours du IIIe siècle, le chai fut agrandi une dernière fois vers le sud. Il y fut adjoint une galerie de 2,80 mètres de large. Cet ultime aménagement porta sa largeur à 11 mètres et fit passer sa surface à près de 250 m2. Ce qui permit de faire fermenter les moûts dans environ 60 à 70 dolia. Par contre, la production d'huile d'olive fut totalement abandonnée, « comme en témoigne le moulin à olives posé contre un mur (alors qu'il est nécessaire de tourner autour du moulin pour le faire fonctionner correctement), ou un bassin de décantation entamé pour l'implantation d'un dolium de stockage de vin. ».

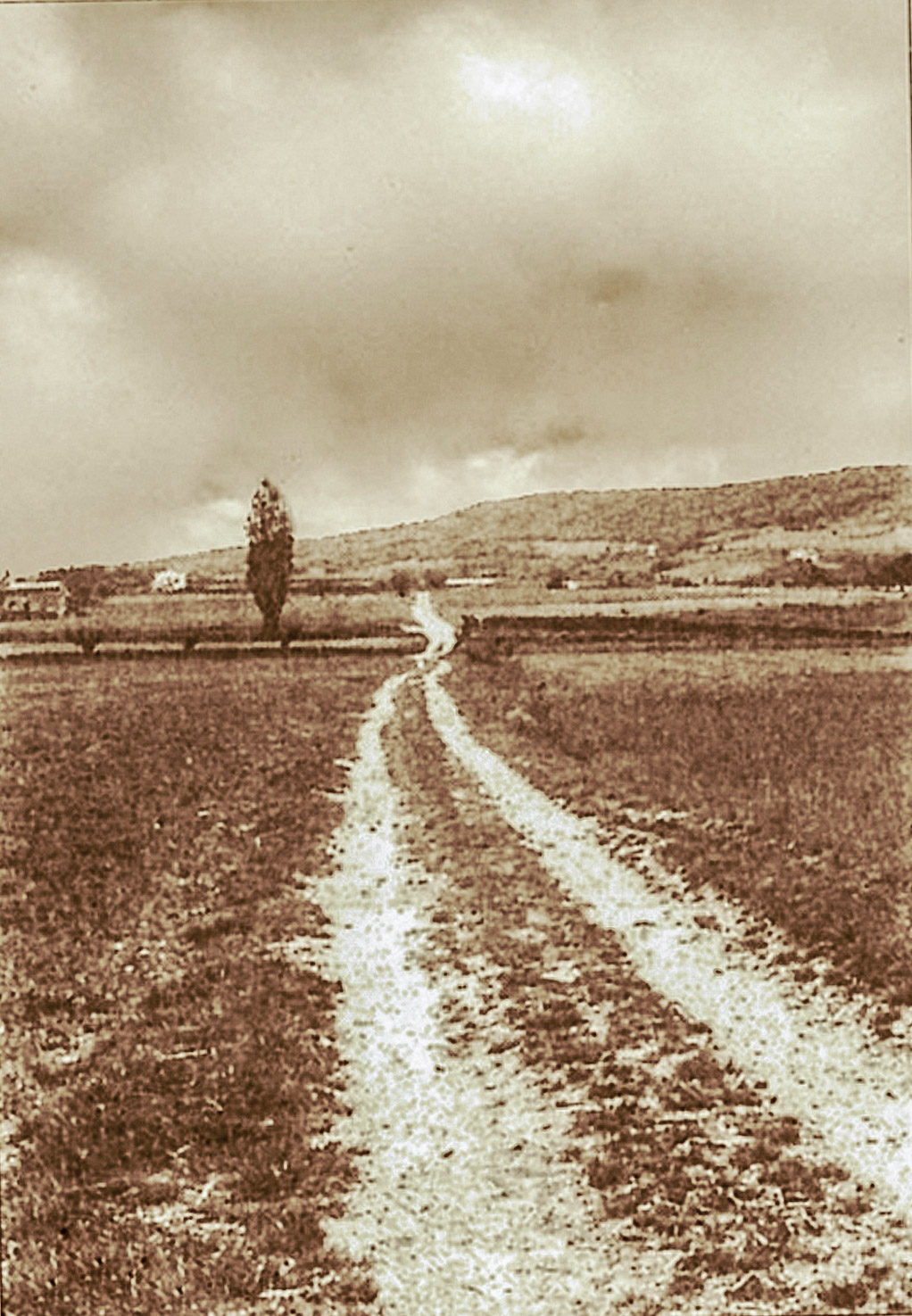
Voie Domitienne entre Apta Julia et les Alpes provençales.

La villa de Tourville était desservie par une véritable route de 3,50 mètres de large et de direction SO-NE. Elle bordait la ferme sur sa façade nord et peut actuellement être suivie sur une longueur de 25 mètres. Les archéologues ont noté que « Les recharges successives de graviers et de tout-venant, l'installation d'un drain, montrent qu'elle a été entretenue pendant toute l'histoire de la ferme, du Ier au IIIe siècle. ».
Elle se dirigeait au sud-ouest vers le Calavon. Le torrent était très certainement franchi par un gué qui permettait de rejoindre la voie Domitienne. Cette desserte n'était pas la seule puisqu'au nord-est elle permettait d'atteindre le ravin de la Masque et, par là, de « rejoindre d'autres exploitations agricoles dont les emplacements ont été repérés en prospection. ».
Sur son côté nord, les fouilles qui ont permis de dégager cette route ont montré qu'elle était bordée de terrasses de culture maintenues par des murs de soutènement. Ces restanques, dont quelques-unes se sont effondrées dans la période d'activité de la villa rustica, ont été reconstruites à plusieurs reprises. Lors de ces restaurations ont été utilisées, en réemploi, des céramiques modelées gauloises des Ier et IIe siècles avant notre ère, ce qui a de nouveau permis de vérifier l'ancienneté de l'occupation et de l'exploitation du site. Analysant sa campagne de fouille, André Kauffmann conclut : « Ainsi, ce n'est plus seulement une ferme d'époque romaine que nous avons la chance d'étudier à Tourville, mais bien un système d'exploitation du sol dans son ensemble, comprenant les bâtiments d'exploitation et d'habitation, les espaces cultivés, les voies de communication qui reliaient à la ville le réseau des fermes disséminées sur le territoire de la cité. ».